# Kostel Nanebevzetí Panny Marie (Pozořice)
Kostel Nanebevzetí Panny Marie je barokní římskokatolický chrám v městysu Pozořice v okrese Brno-venkov. Je chráněn jako kulturní památka České republiky. Je farním kostelem pozořické farnosti.

## Historie
V Pozořicích stával gotický kostel Nanebevzetí Panny Marie (přibližně v místě dnešní farní stodoly), který v roce 1704 vyhořel. Ještě téhož roku nechal kníže Jan Adam z Lichtenštejna položit základy současného chrámu, čímž však aktivity na stavbě skončily. Barokní kostel byl dobudován v letech 1721–1724 na popud Antonína Floriána z Lichtenštejna. Původně se počítalo s mohutnou stavbou, která měla mít typické barokní věže a zdobení interiérů, ale kvůli nedostatku financí Lichtenštejnů má kostel nakonec současnou podobu. Během bitvy tří císařů byl chrám francouzskými vojsky vypleněn.[zdroj⁠?!] Generální oprava kostela proběhla v letech 1959–1968.